# Kramer
Kramer je priimek več znanih ljudi:

## Znani slovenski nosilci priimka
- Albert Kramer (1882—1943), pravnik, politik in novinar
- Blaž Kramer (*1996), nogometaš
- Ernest Kramer (1854—1907), kemik in agronom
- Mihael Kram(m)er (= pater Rogerij Ljubljanski)
- Mira Mihelič (Puc, rojena Kramer), pisateljica, prevajalka
- Vili(bald) Kramer, kemik

## Znani tuji nosilci priimka
- Ferdinand Kramer (1898—1985), nemški arhitekt
- Jack Albert Kramer (1921—2009), ameriški teniški igralec
- Marita Kramer (*2001), avstrijska smučarska skakalka
- Max Otto Kramer (1903—1986), nemški vojaški izumitelj
- Piet Kramer (1881—1961), nizozemski arhitekt
- Stanley Kramer (1914—2001), ameriški režiser
- Sven Kramer (*1986), nizozemski hitrostni drsalec
- Theodor Kramer (1897—1958), avstrijski pesnik